# 臼增二
飛馬座15（臼增二），又名BD+28 4215，HD 207978、SAO 90065、HR 8354，是飛馬座的一颗恒星，视星等为5.53，位于銀經82.05，銀緯-19.54，其B1900.0坐标为赤經21h 48m 2s，赤緯+28° -19.54′ 31″。